# Upplands femmänningsregemente till häst
Upplands femmänningsregemente till häst var ett kavalleriregemente i svensk tjänst åren 1703–1721.

## Historia
Till regementet överfördes år 1703 tremänningarna från Småland (333 man), vilka förut tillhört Smålands och Skånes tremänningsregemente till häst. I hemlandet. Deltog i Skånska fälttåget 1710. Vid armén i Skåne 1714, i hemlandet 1715, i Skåne 1716 och 1718. Upplöstes 1721.

## Förbandschefer
- 1703–1708: L. Hjerta
- 1708–1708: L. Meijendorf von Yxkull
- 1709–1709: J. Lenck (infann sig ej)
- 1710–1721: W. Bennet